# Spongia violacea
Spongia violacea är en svampdjursart som beskrevs av Claude Lévi 1969. Spongia violacea ingår i släktet Spongia och familjen Spongiidae. Inga underarter finns listade i Catalogue of Life.